# Otostigmus politus
Otostigmus politus är en mångfotingart som beskrevs av Karsch 1881. Otostigmus politus ingår i släktet Otostigmus och familjen Scolopendridae.

## Underarter
Arten delas in i följande underarter:
- O. p. dentatus
- O. p. politus
- O. p. quadrispinatus
- O. p. yunnanensis